# Area metropolitana di Messina

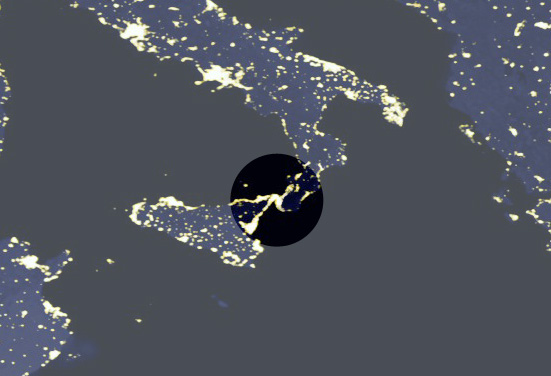
Le aree metropolitane di Reggio e di Messina in una visione satellitare notturna

L'area metropolitana di Messina, così come delimitata dalla Regione Siciliana nel 1995, ha una superficie di 1.129 km² e comprende 51 comuni, dalle estreme propaggini occidentali della piana di Milazzo e dall'antistante arcipelago delle Eolie al sistema urbano-turistico di Taormina. Grosso modo è questo il comprensorio dei Peloritani, dalla fiumara Novara-Mazzarà, da dove si dipartono i Nebrodi, al fiume Alcantara, a mezzogiorno, dove inizia l'area etnea.
L'area metropolitana ha valore esclusivamente statistico.
Sia il sistema geografico-morfologico che quello storico-naturale e urbano dell'area peloritana trovano nella città di Messina il loro punto focale.
Questa area, la quinta del Sud e l'undicesima d'Italia, conta 478.916 abitanti (475.709 nel 1981). I centri si dispongono in successione lineare sulle cimose costiere dei Peloritani, interrotti solo dalle fiumare o da promontori rocciosi. Sulle colline invece sorgono i borghi storici in fase di stagnazione demografica. Vi sono due pianure di un certo rilievo, la piana di Milazzo e la Valle del Niceto. I centri più popolosi sono, oltre al capoluogo, Barcellona Pozzo di Gotto e Milazzo sul versante tirrenico; Taormina, Giardini-Naxos e Santa Teresa di Riva sul versante ionico.
Da un punto di vista pendolare si deve distinguere una prima fascia gravitazionale diretta su Messina che va da Rometta a Sant'Alessio Siculo, da una seconda che coinvolge in grado minore i restanti comuni e che fa riferimento per molti servizi su Barcellona Pozzo di Gotto, Milazzo e Taormina.
L'area messinese è in relazione funzionale con l'area metropolitana di Reggio Calabria formando la più vasta area metropolitana dello Stretto.

## Composizione
| Provincia            | Comune                    | Superficie (in km²) | Popolazione |
| -------------------- | ------------------------- | ------------------- | ----------- |
| Sicilia              |                           |                     |             |
| Provincia di Messina | Alì                       | 16,69               | 775         |
| Provincia di Messina | Alì Terme                 | 6,15                | 2.544       |
| Provincia di Messina | Antillo                   | 43,40               | 911         |
| Provincia di Messina | Barcellona Pozzo di Gotto | 58,89               | 41.618      |
| Provincia di Messina | Casalvecchio Siculo       | 33,37               | 849         |
| Provincia di Messina | Castelmola                | 16,40               | 1.095       |
| Provincia di Messina | Castroreale               | 54,74               | 2.499       |
| Provincia di Messina | Condrò                    | 5,19                | 496         |
| Provincia di Messina | Fiumedinisi               | 35,99               | 1.420       |
| Provincia di Messina | Fondachelli-Fantina       |                     |             |
| Provincia di Messina | Forza d'Agrò              | 11,18               | 902         |
| Provincia di Messina | Furci Siculo              | 17,86               | 3.363       |
| Provincia di Messina | Furnari                   | 13,48               | 3.769       |
| Provincia di Messina | Gaggi                     | 7,34                | 3.172       |
| Provincia di Messina | Gallodoro                 | 6,99                | 364         |
| Provincia di Messina | Giardini-Naxos            | 5,44                | 9.435       |
| Provincia di Messina | Gualtieri Sicaminò        | 14,36               | 1.807       |
| Provincia di Messina | Itala                     | 10,68               | 1.645       |
| Provincia di Messina | Leni                      | 8,56                | 694         |
| Provincia di Messina | Letojanni                 | 6,78                | 2.875       |
| Provincia di Messina | Limina                    | 9,81                | 838         |
| Provincia di Messina | Lipari                    | 88,61               | 12.764      |
| Provincia di Messina | Malfa                     | 8,89                | 977         |
| Provincia di Messina | Mandanici                 | 11,65               | 605         |
| Provincia di Messina | Merì                      | 1,87                | 2.357       |
| Provincia di Messina | Messina                   | 211,23              | 238.842     |
| Provincia di Messina | Milazzo                   | 24,23               | 31.685      |
| Provincia di Messina | Monforte San Giorgio      | 32,33               | 2.783       |
| Provincia di Messina | Mongiuffi Melia           | 24,29               | 601         |
| Provincia di Messina | Nizza di Sicilia          | 13,18               | 3.666       |
| Provincia di Messina | Pace del Mela             | 12,10               | 6.222       |
| Provincia di Messina | Pagliara                  | 14,57               | 1.179       |
| Provincia di Messina | Roccafiorita              | 1,14                | 200         |
| Provincia di Messina | Roccalumera               | 8,77                | 4.180       |
| Provincia di Messina | Roccavaldina              | 6,53                | 1.132       |
| Provincia di Messina | Rometta                   | 32,50               | 6.670       |
| Provincia di Messina | San Filippo del Mela      | 9,81                | 7.105       |
| Provincia di Messina | San Pier Niceto           | 36,29               | 2.858       |
| Provincia di Messina | Sant'Alessio Siculo       | 6,17                | 1.533       |
| Provincia di Messina | Santa Lucia del Mela      | 82,93               | 4.655       |
| Provincia di Messina | Santa Marina Salina       | 8,65                | 908         |
| Provincia di Messina | Santa Teresa di Riva      | 8,13                | 9.369       |
| Provincia di Messina | Saponara                  | 26,02               | 4.010       |
| Provincia di Messina | Savoca                    | 8,80                | 1.739       |
| Provincia di Messina | Scaletta Zanclea          | 5,05                | 2.152       |
| Provincia di Messina | Spadafora                 | 10,30               | 5.030       |
| Provincia di Messina | Taormina                  | 13,16               | 11.010      |
| Provincia di Messina | Terme Vigliatore          | 13,40               | 7.403       |
| Provincia di Messina | Torregrotta               | 4,22                | 7.427       |
| Provincia di Messina | Valdina                   | 2,75                | 1.357       |
| Provincia di Messina | Venetico                  | 4,38                | 3.908       |
| Provincia di Messina | Villafranca Tirrena       | 14,34               | 8.600       |
| TOTALE               | TOTALE                    | 1.129,59            | 473.998     |

## Altre perimetrazioni dell'Area
Da un punto di vista delle dinamiche demografiche, i comuni dell'Area appartengono per grandi linee a 6 zone:
- il capoluogo, che è in fase di forte contrazione;
- la fascia costiera Villafranca Tirrena-Piana di Milazzo in relativa espansione;
- l'arcipelago eoliano, stabile;
- la fascia costiera Scaletta Zanclea-Sant'Alessio Siculo in sostanziale equilibrio;
- l'area taorminese, in crescita;
- i comuni collinari e montani in decrescita a favore delle loro gemmazioni costiere.

## Assi stradali
La mobilità stradale metropolitana si svolge sulle due autostrade che si dipartono dal capoluogo, una verso Palermo e l'altra in direzione di Catania. L'area urbana della città è servita nel tratto da Tremestieri ad Annunziata dalla autostrada A20, con svincoli liberi da pedaggio. Non servita da autostrade è la periferia nord della città che si spinge fino a Capo Peloro. Ci sono poi due importanti strade statali verso Palermo e Catania e, trasversali ad esse, le strade provinciali che collegano i centri collinari alla marina. Di seguito gli svincoli autostradali ricadenti nei comuni dell'area metropolitana:
Autostrada A20 Messina-Palermo
- Messina Sud Tremestieri
- Messina San Filippo
- Messina Gazzi
- Messina Centro
- Messina Boccetta
- Messina Giostra - Annunziata (in costruzione)
- Villafranca Tirrena
- Rometta
- Milazzo - Isole Eolie
- Barcellona Pozzo di Gotto

Autostrada A18 Messina-Catania
- Roccalumera
- Taormina
- Giardini-Naxos

SS114 Orientale Sicula
SS113 dir. Settentrionale Sicula
SS113 Settentrionale Sicula

## Linee ferroviarie
La mobilità ferroviaria nei comuni dell'area metropolitana è servita da FS sui due versanti, ionico e tirrenico, con diversi treni regionali. 
La linea è a doppio binario sia nel tratto da Messina Centrale a Giampilieri verso Catania, sia sulla linea per Palermo, da Messina Centrale a Furnari. 
Dal 21 novembre 2001, ma già in prova dal 1999, è stata aperta una nuova galleria, la Galleria Peloritana, a doppio binario sotto i Peloritani tra Messina e Villafranca Tirrena. 
Tra la Stazione di Messina Centrale e i sobborghi meridionali del Comune di Messina, fino a Giampilieri Marina, è stato attivato, per un breve periodo, e ripreso dal 27 settembre 2010, un servizio ferroviario suburbano. Di seguito le stazioni e le fermate ricadenti nei comuni dell'area metropolitana:
Servizio ferroviario suburbano di Messina
- Messina Centrale
- Fiumara Gazzi
- Contesse
- Tremestieri
- Mili Marina
- Galati Marina
- Ponte Santo Stefano
- Ponte Schiavo
- San Paolo
- Giampilieri Marina

Linea ferroviaria Messina-Siracusa
- Scaletta Zanclea
- Alì Terme
- Nizza di Sicilia
- Roccalumera-Mandanici
- Furci Siculo
- Santa Teresa di Riva
- Sant'Alessio Siculo-Forza d'Agrò
- Letojanni
- Taormina-Giardini
- Alcantara

Linea ferroviaria Palermo-Messina
- Villafranca Tirrena-Saponara
- Rometta Messinese
- Spadafora
- Torregrotta
- Pace del Mela
- Milazzo
- Barcellona-Castroreale
- Novara-Montalbano-Furnari

## Economia
L'economia nell'area metropolitana è incentrata sul capoluogo in ordine al commercio, ai trasporti e alle funzioni terziarie sia della pubblica amministrazione che avanzate. In particolare l'Università e gli ospedali coprono un'area di utenza che interessa la provincia e la Calabria meridionale. Tuttavia negli ultimi anni nuovi servizi e grandi attività commerciali si stanno progressivamente sviluppando nei principali comuni dell'area. In fase di forte crescita è la cantieristica navale nei comuni della fascia tirrenica (Abacus Marine, Aicon), in dismissione nel porto messinese (Rodriquez, Palumbo). Le industrie sono presenti soprattutto nell'area Milazzo-Pace del Mela con la "Raffineria Mediterranea", la centrale elettrica Edipower, le acciaierie Duferdofin di Giammoro. Aree industriali si trovano anche nel capoluogo (ZIS, ZIR, Messina Sud-Larderia), a Villafranca Tirrena (ex Pirelli), a Torregrotta ed in misura minore a Barcellona Pozzo di Gotto. 
Sviluppato è il florovivaismo nella piana di Milazzo e nella Valle del Niceto; in quest'ultima abbastanza fiorente è anche l'agricoltura.
Distretti turistici di fama mondiale sono l'arcipelago delle Isole Eolie e Taormina.
Da un punto di vista del mercato del lavoro, l'ISTAT ha individuato 5 sistemi locali: Messina, Milazzo, Barcellona Pozzo di Gotto, Lipari e Taormina.
Posti di lavoro nell'industria e nei servizi censiti dall'ISTAT nel 2001
- 66.490 Messina
- 8.807 Barcellona Pozzo di Gotto
- 8.221 Milazzo
- 3.828 Taormina
- 3.132 Lipari
- 2.706 Pace del Mela
- 2.146 Giardini-Naxos
- 1.149 Torregrotta

## Abitazioni > a 3.000[4]
- 112.716 (2001) - 97.852 (2011): Messina
- 19.887 (2001) - 16.410 (2011): Barcellona Pozzo di Gotto
- 15.598 (2001) - 13.046 (2011): Milazzo
- 8.222 (2001) - 5.373 (2011): Lipari
- 5.861 (2001) - 5.020 (2011): Taormina
- 8.358 (2001) - 4.259 (2011): Giardini-Naxos
- 5.289 (2001) - 4.159 (2011): Santa Teresa di Riva
- 4.032 (2001) - 3.495 (2011): Villafranca Tirrena